# Circourt-sur-Mouzon
Circourt-sur-Mouzon là một xã, nằm ở tỉnh Vosges trong vùng Grand Est của Pháp. Xã này có diện tích 10,3 km², dân số năm 1999 là 232 người. Xã này nằm ở khu vực có độ cao trung bình 340 m trên mực nước biển.

## Hành chính
| Danh sách các xã trưởng                |           |                    |      |         |
| Giai đoạn                              | Giai đoạn | Tên                | Đảng | Tư cách |
| 1995 (?)                               | 2014      | Jean-Marie Pételot |      |         |
| Tất cả các dữ liệu trước đây không rõ. |           |                    |      |         |

## Biến động dân số
| 1962                                         | 1968 | 1975 | 1982 | 1990 | 1999 |
| -------------------------------------------- | ---- | ---- | ---- | ---- | ---- |
| 193                                          | 203  | 219  | 224  | 230  | 232  |
| Số liệu từ năm 1962: Dân số không tính trùng |      |      |      |      |      |